# Danh sách cầu thủ tham dự giải vô địch bóng đá U-20 châu Đại Dương 2014
Giải vô địch bóng đá U-20 châu Đại Dương 2014 diễn ra từ 23–31 tháng 5 năm ở Fiji. Danh sách đội hình được công bố bởi ban tổ chức Giải vô địch bóng đá U-20 châu Đại Dương.

## Samoa thuộc Mỹ
Huấn luyện viên: Rupeni Luvu
| 0#0 | Vị trí | Cầu thủ            | Ngày sinh và tuổi           | Câu lạc bộ |
| --- | ------ | ------------------ | --------------------------- | ---------- |
| 1   | TM     | Frederick Maiava   | 15 tháng 3, 1996 (18 tuổi)  |            |
| 2   | HV     | Johnny Sione (C)   | 4 tháng 1, 1996 (18 tuổi)   |            |
| 3   | HV     | Ne'emia Kaleopa    | 9 tháng 5, 1996 (18 tuổi)   |            |
| 4   | HV     | Paul Collins       | 31 tháng 5, 1997 (17 tuổi)  |            |
| 5   | HV     | Paia Ipiniu        | 21 tháng 6, 1996 (17 tuổi)  |            |
| 6   | TV     | Sam Kome           | 5 tháng 6, 1996 (17 tuổi)   |            |
| 7   | HV     | Ruben Luvu         | 12 tháng 12, 1996 (17 tuổi) |            |
| 8   | TĐ     | Raphael Rocha      | 12 tháng 2, 1995 (19 tuổi)  |            |
| 9   | TĐ     | Ryan Paaga         | 17 tháng 12, 1995 (18 tuổi) |            |
| 10  | TĐ     | Sinisa Tua         | 28 tháng 9, 1996 (17 tuổi)  |            |
| 11  | HV     | Falaai Kerisiano   | 1 tháng 3, 1995 (19 tuổi)   |            |
| 12  | TV     | Kaleopa Siligi     | 26 tháng 3, 1996 (18 tuổi)  |            |
| 13  | HV     | Fala Levaula       | 30 tháng 3, 1995 (19 tuổi)  |            |
| 14  | TV     | Tokilupelekina Afu | 20 tháng 4, 1998 (16 tuổi)  |            |
| 15  | TV     | David Alo          | 30 tháng 12, 1995 (18 tuổi) |            |
| 16  | TV     | Lotupo Lameta      | 6 tháng 8, 1998 (15 tuổi)   |            |
| 17  | TV     | Henry Lameta       | 27 tháng 8, 1996 (17 tuổi)  |            |
| 18  | HV     | Toko Vaieli        | 30 tháng 6, 1995 (18 tuổi)  |            |
| 23  | TM     | Sione Moeaki       | 6 tháng 2, 1998 (16 tuổi)   |            |

## Nouvelle-Calédonie
Huấn luyện viên: Kamali Fitialeata
| 0#0 | Vị trí | Cầu thủ              | Ngày sinh và tuổi           | Câu lạc bộ       |
| --- | ------ | -------------------- | --------------------------- | ---------------- |
| 1   | TM     | Yoran Waima          | 25 tháng 3, 1995 (19 tuổi)  | AS Mont-Dore     |
| 2   | HV     | Brandon Meaou        | 8 tháng 5, 1996 (18 tuổi)   |                  |
| 3   | HV     | Jordy Kausuo         | 8 tháng 2, 1995 (19 tuổi)   |                  |
| 4   | HV     | Pierre Kauma (C)     | 4 tháng 8, 1995 (18 tuổi)   | AS Lossi         |
| 5   | HV     | Theo Jalabert        | 22 tháng 12, 1996 (17 tuổi) | AS Mont-Dore     |
| 6   |        | Jorys Lalie          | 25 tháng 7, 1995 (18 tuổi)  |                  |
| 7   | TV     | Jim Ouka             | 25 tháng 6, 1996 (17 tuổi)  | AS Lossi         |
| 8   | TV     | Mickaël Partodikromo | 2 tháng 2, 1996 (18 tuổi)   | Sheffield United |
| 9   | TĐ     | Raphael Oiremoin     | 22 tháng 5, 1995 (19 tuổi)  |                  |
| 10  | TV     | Joseph Athale        | 11 tháng 7, 1995 (18 tuổi)  | AS Magenta       |
| 11  | TĐ     | Valentin Nykeine     | 28 tháng 9, 1996 (17 tuổi)  |                  |
| 12  | TV     | Didier Simane        | 3 tháng 8, 1996 (17 tuổi)   | AS Magenta       |
| 13  | HV     | Eugene Sakilia       | 7 tháng 5, 1996 (18 tuổi)   |                  |
| 14  |        | Frederic Nemia       | 30 tháng 1, 1995 (19 tuổi)  |                  |
| 15  |        | Johan Idrele         | 29 tháng 1, 1995 (19 tuổi)  |                  |
| 16  | TV     | Jacky Wetewea        | 6 tháng 2, 1997 (17 tuổi)   |                  |
| 17  |        | Jacky Weinane        | 19 tháng 5, 1995 (19 tuổi)  |                  |
| 18  |        | Marion Waru          | 22 tháng 2, 1995 (19 tuổi)  |                  |
| 20  | TM     | Thomas Schmidt       | 4 tháng 6, 1996 (17 tuổi)   |                  |
| 21  | TĐ     | Josue Wathiepel      | 17 tháng 11, 1995 (18 tuổi) |                  |

## Fiji
Huấn luyện viên: Ravinesh Kumar
| 0#0 | Vị trí | Cầu thủ            | Ngày sinh và tuổi           | Câu lạc bộ |
| --- | ------ | ------------------ | --------------------------- | ---------- |
| 1   | TM     | Misiwani Nairube   | 22 tháng 2, 1996 (18 tuổi)  | Ba         |
| 2   | HV     | Praneel Naidu      | 21 tháng 1, 1995 (19 tuổi)  | Ba         |
| 3   | TV     | Garish Prasad      | 1 tháng 2, 1995 (19 tuổi)   |            |
| 4   | HV     | Jale Dreloa (C)    | 21 tháng 4, 1995 (19 tuổi)  |            |
| 5   | HV     | Antonio Tuivuna    | 20 tháng 3, 1995 (19 tuổi)  | Labasa     |
| 6   | HV     | Mohammed Khan      | 8 tháng 11, 1995 (18 tuổi)  |            |
| 7   | TV     | Nikel Chand        | 28 tháng 7, 1995 (18 tuổi)  |            |
| 8   | TV     | Setareki Hughes    | 8 tháng 6, 1995 (18 tuổi)   |            |
| 9   | TĐ     | Samuela Nabenia    | 16 tháng 2, 1995 (19 tuổi)  | Ba         |
| 10  | TV     | Narendra Rao       | 27 tháng 6, 1995 (18 tuổi)  | Ba         |
| 11  | HV     | Joseva Koroi       | 13 tháng 7, 1996 (17 tuổi)  |            |
| 12  | TV     | Tevita Waranaivalu | 16 tháng 9, 1995 (18 tuổi)  |            |
| 13  | HV     | Mataiasi Toma      | 14 tháng 6, 1997 (16 tuổi)  | Nadi       |
| 14  | TV     | Ravnit Chand       | 31 tháng 1, 1996 (18 tuổi)  |            |
| 15  | TĐ     | Saula Waqa         | 12 tháng 10, 1995 (18 tuổi) |            |
| 16  | TV     | Jonetani Buksh     | 2 tháng 7, 1996 (17 tuổi)   |            |
| 17  | HV     | Kolinio Sivoki     | 10 tháng 3, 1995 (19 tuổi)  |            |
| 18  | TV     | Al-Taaf Sahib      | 12 tháng 9, 1995 (18 tuổi)  |            |
| 19  | TĐ     | Ashnil Raju        | 27 tháng 7, 1995 (18 tuổi)  |            |
| 20  | TM     | Shaneel Naidu      | 28 tháng 3, 1995 (19 tuổi)  |            |

## Papua New Guinea
Huấn luyện viên:  Wynton Rufer
| Số | VT | Cầu thủ             | Ngày sinh (tuổi)  | Trận | Bàn | Câu lạc bộ            |
| -- | -- | ------------------- | ----------------- | ---- | --- | --------------------- |
| 1  | TM | Koniel Vagi         | 26 tháng 10, 1996 | 2    | 0   | Gigira Laitepo United |
| 20 | TM | Jimmy Gibson        | 31 tháng 8, 1995  | 4    | 0   | Lae City Dwellers     |
|    |    |                     |                   |      |     |                       |
| 2  | HV | Abel Redenut        | 27 tháng 4, 1995  | 3    | 0   | FC Port Moresby       |
| 3  | HV | Jonel Kambual       | 9 tháng 4, 1996   | 3    | 0   | Nabasa                |
| 4  | HV | Ayrton Yagas        | 7 tháng 3, 1996   | 6    | 1   | FC Port Moresby       |
| 7  | HV | Isaac Lalo          | 1 tháng 1, 1995   | 3    | 0   | Lae City Dwellers     |
| 8  | HV | Joshua Talau        | 19 tháng 4, 1996  | 2    | 0   | Besta United PNG      |
|    |    |                     |                   |      |     |                       |
| 6  | TV | Felix Komolong (c)  | 6 tháng 3, 1997   | 4    | 0   | Madang Fox            |
| 9  | TV | Papalau Awele       | 1 tháng 2, 1995   | 8    | 2   | Besta United PNG      |
| 10 | TV | Steven Inia         | 3 tháng 4, 1996   | 5    | 0   | Besta United PNG      |
| 11 | TV | Peter Dabinyaba Jr. | 23 tháng 3, 1997  | 4    | 0   | Lae City Dwellers     |
| 12 | TV | Nigel Malagian      | 5 tháng 2, 1996   | 5    | 0   | Madang Fox            |
| 14 | TV | Freddy Tupani       | 13 tháng 8, 1998  | 3    | 0   | PNGFA Elite Academy   |
| 18 | TV | Danny Kevin         | 21 tháng 12, 1995 | 3    | 0   | Markham               |
|    |    |                     |                   |      |     |                       |
| 5  | TĐ | Rodger Saking       | 27 tháng 8, 1995  | 1    | 0   | Besta United PNG      |
| 13 | TĐ | Maya Bob            | 23 tháng 12, 1996 | 2    | 1   | Panamex               |
| 15 | TĐ | Nicky Benjamin      | 21 tháng 12, 1996 | 3    | 0   | Besta United PNG      |
| 16 | TĐ | Randol Bongi        | 30 tháng 8, 1997  | 4    | 0   | Wau                   |
| 17 | TĐ | Ferdahlas Namuesh   | 15 tháng 7, 1996  | 4    | 0   | Besta United PNG      |
| 19 | TĐ | Frederick Simongi   | 18 tháng 10, 1995 | 5    | 2   | Bugandi               |

## Quần đảo Solomon
Huấn luyện viên: Commins Menapi
| 0#0 | Vị trí | Cầu thủ           | Ngày sinh và tuổi           | Câu lạc bộ |
| --- | ------ | ----------------- | --------------------------- | ---------- |
| 1   | TM     | Philip Mango (C)  | 28 tháng 8, 1995 (18 tuổi)  |            |
| 2   | HV     | Rollence Misitana | 6 tháng 5, 1995 (19 tuổi)   |            |
| 3   | HV     | Simon Daoi        | 24 tháng 2, 1995 (19 tuổi)  |            |
| 4   | HV     | Loea Lemix        | 17 tháng 11, 1995 (18 tuổi) |            |
| 5   | HV     | Misitana Samani   | 5 tháng 2, 1995 (19 tuổi)   |            |
| 6   | HV     | Alffie Chacha     | 21 tháng 9, 1995 (18 tuổi)  |            |
| 7   | TV     | Edmond Taevo      | 3 tháng 8, 1997 (16 tuổi)   |            |
| 8   | TĐ     | Joachim Kairi     | 10 tháng 4, 1995 (19 tuổi)  |            |
| 9   | TĐ     | Dunstan Quanafia  | 25 tháng 6, 1995 (18 tuổi)  |            |
| 10  | TV     | Jared Rongosulia  | 6 tháng 11, 1995 (18 tuổi)  |            |
| 11  |        | Herrick Lautalo   | 10 tháng 2, 1995 (19 tuổi)  |            |
| 12  | TĐ     | Kevin Obed        | 4 tháng 4, 1996 (18 tuổi)   |            |
| 13  | HV     | Fred Bala         | 10 tháng 7, 1995 (18 tuổi)  |            |
| 14  | TV     | Atkin Kaua        | 4 tháng 4, 1996 (18 tuổi)   |            |
| 15  |        | Leslie Ramo       | 13 tháng 9, 1995 (18 tuổi)  |            |
| 16  | TV     | Timothy Bunabo    | 5 tháng 11, 1995 (18 tuổi)  |            |
| 17  |        | Brett Honisawa    | 24 tháng 6, 1996 (17 tuổi)  |            |
| 18  | HV     | Allen Peter       | 15 tháng 9, 1995 (18 tuổi)  |            |
| 19  | TV     | Timothy Bakale    | 29 tháng 3, 1995 (19 tuổi)  |            |
| 20  | TM     | James Do’oro      | 19 tháng 6, 1996 (17 tuổi)  |            |

## Vanuatu
Huấn luyện viên: Etienne Mermer
| 0#0 | Vị trí | Cầu thủ           | Ngày sinh và tuổi           | Câu lạc bộ         |
| --- | ------ | ----------------- | --------------------------- | ------------------ |
| 1   | TM     | Charlie Waivui    | 8 tháng 2, 1996 (18 tuổi)   | Tafea              |
| 2   | HV     | Jason Thomas (C)  | 20 tháng 1, 1997 (17 tuổi)  | Erakor Golden Star |
| 3   | HV     | Goshen Dona       | 27 tháng 8, 1996 (17 tuổi)  | Amicale            |
| 4   | HV     | Alphonse Lency    | 21 tháng 3, 1996 (18 tuổi)  |                    |
| 5   | HV     | Joseph Iaruel     | 25 tháng 1, 1998 (16 tuổi)  |                    |
| 6   | HV     | Remy Kalsarap     | 20 tháng 1, 1996 (18 tuổi)  | Erakor Golden Star |
| 7   | HV     | Elie Melite Rossi | 9 tháng 1, 1996 (18 tuổi)   |                    |
| 8   | TV     | Justin Koka       | 5 tháng 5, 1996 (18 tuổi)   | Tafea              |
| 9   | TĐ     | Tony Kaltack      | 5 tháng 11, 1996 (17 tuổi)  | Erakor Golden Star |
| 10  | TV     | Bong Kalo         | 18 tháng 1, 1997 (17 tuổi)  | Tafea              |
| 11  | TĐ     | Alex Saniel       | 8 tháng 11, 1996 (17 tuổi)  | Ifira Black Bird   |
| 12  | TV     | Andre Bule        | 29 tháng 8, 1996 (17 tuổi)  |                    |
| 13  | TĐ     | Ruben Frank       | 7 tháng 10, 1996 (17 tuổi)  | Shepherds United   |
| 14  | TV     | Gershom Kalsong   | 23 tháng 4, 1995 (19 tuổi)  | Erakor Golden Star |
| 15  | TV     | Etienne Naieu     | 13 tháng 2, 1996 (18 tuổi)  |                    |
| 16  | TV     | Jacky Ruben       | 10 tháng 11, 1996 (17 tuổi) | Erakor Golden Star |
| 17  | TĐ     | Sam Iwai          | 15 tháng 3, 1996 (18 tuổi)  |                    |
| 18  | HV     | Kerry Iawak       | 16 tháng 3, 1996 (18 tuổi)  | Spirit 08          |
| 19  | TV     | Renold Iwai       | 31 tháng 5, 1996 (18 tuổi)  |                    |
| 24  | TM     | Ricky Dick        | 17 tháng 10, 1998 (15 tuổi) | Shepherds United   |

Bản mẫu:Giải vô địch bóng đá U-20 châu Đại Dương